# Masama Kati
Masama Kati è una circoscrizione rurale (rural ward) della Tanzania situata nel distretto di Hai, regione del Kilimangiaro. Conta una popolazione di 11 562 abitanti (censimento 2012).